# Natalia Grella
Natalia Antonella Grella Juncos (Arroyito, Córdoba, Argentina, 18 de septiembre de 1996) es una futbolista argentina que se desempeña como defensora o volante ofensiva en Talleres de la Primera División A.
Es la futbolista con más partidos oficiales de AFA jugados en la historia de Talleres. Consiguió los ascensos de Primera C a Primera B y posteriormente a Primera A siendo una de las jugadoras centrales en cada uno de estos logros.

## Trayectoria
Grella comenzó a jugar al fútbol cuando se mudó de su Arroyito natal a la ciudad de Córdoba. Como estudiante de Medicina de la Universidad Nacional de Córdoba, empezó a representar a la universidad en los torneos amateurs. Su primer club en la ciudad fue Barrio Parque, que jugaba la Liga Cordobesa, institución a la que se sumó en 2016.
A fines de 2020, llegó a Talleres, club que se encontraba en un conflicto con la LCF y ese año fue desafectado de los torneos regionales. Al año siguiente, Las Matadoras empezaron su camino en las competencias nacionales y, en su primera temporada, lograron el ascenso de la tercera división a la Primera B. Grella jugó ese año como volante ofensiva y fue destacada por el entrenador Miqueas Russo como una de las piezas importantes del equipo.
Al año siguiente, Grella comenzó a desempeñarse como defensora. Anotó en el empate sobre el final del partido de fase de grupos ante Newell's y en la Semifinal por el segundo ascenso ante All Boys. Finalmente, Talleres perdió el último partido y quedó sin posibilidades de ascender. Sin embargo, la futbolista se consolidó en la zaga central titular.
En 2024, finalmente Talleres logró el título y el ascenso de Primera B para jugar en la máxima división. Su dupla defensiva junto con Macarena Latorre recibió solo un gol en contra en toda la temporada.

## Clubes
| Club          | País      | Año             |
| ------------- | --------- | --------------- |
| Barrio Parque | Argentina | 2016 - 2020     |
| Talleres      | Argentina | 2021 - presente |